# マウントプレザント (ニューヨーク州)

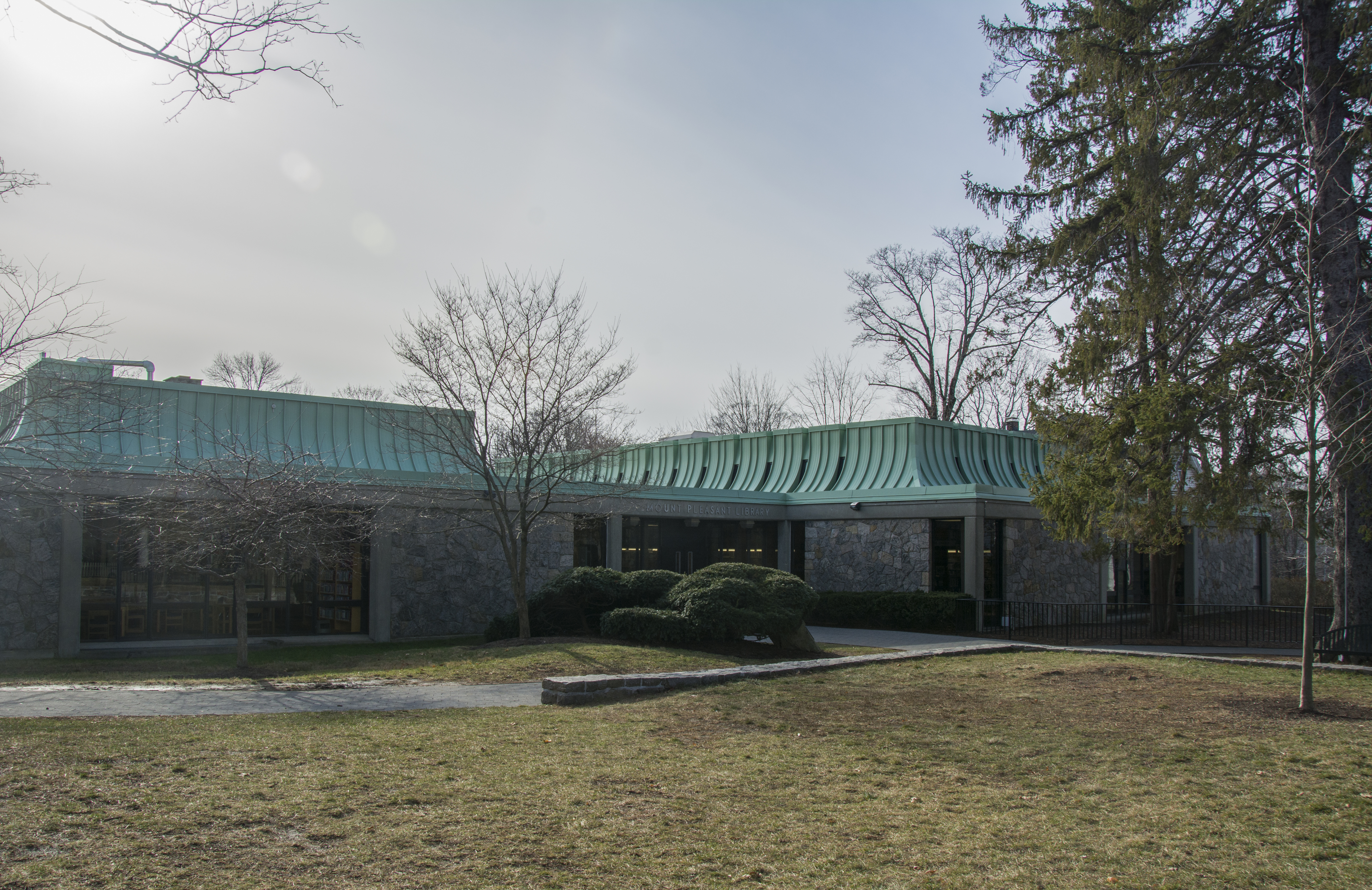
マウントプレザント中央図書館

ウエストチェスター郡内の位置

マウントプレザント（英語: Mount Pleasant, New York）はアメリカ合衆国ニューヨーク州のウエストチェスター郡にある町。人口は4万4436人（2020年）。マンハッタンの北43キロメートル、ハドソン川東岸に位置している。1788年に設立された。
町内にはスリーピー・ホロウ村とプレザントヴィル村（Pleasantville）がある。またブライアクリフマナー村の東部を含んでいる。国勢調査指定地域には、ヴァルハラ（Valhalla）、ホーソーン（Hawthorne）、ポカンティコ・ヒルズ（Pocantico Hills）、ソーンウッド（Thornwood）の集落がある。
```
この国勢調査指定地域内のポンティコヒルズには、
ロックフェラー家
の当主
ジョン・ロックフェラー
の荘園「Kykuit」があり、1976年以
アメリカ合衆国国家歴史登録財
の
アメリカ合衆国国定歴史建造物
として登録されている。
```

ウェストチェスター郡庁はヴァルハラのニューヨーク医科大学に隣接してバイオテクノロジー拠点を作る計画を2017年に発表している。これにより、1200人の雇用を創出する予定である。

## 交通
主要道路は、州間高速道路287号線（別名：Cross Westchester Expressway、ニューヨーク・ステート・スルーウェイの一部）が町の南を東西に走っており、町中を南北に国道9号線、州道9A号線、100号線、タコニック・ステート・パークウェイ、ソー・ミル・リバー・パークウェイ、スプレイン・ブルック・パークウェイなどが走っている。
鉄道は、メトロノース鉄道ハーレム線（グランド・セントラル駅発）のノース・ホワイト・プレインズ駅（多くの列車はここで終点）、ヴァルハラ駅、マウント・プレザント駅、ホーソン駅、またはプレザントビル駅を利用できる。
空港は、ウェストチェスター郡空港が東方のハリソンにある。